# Augusto Alfani
Augusto Alfani (Firenze, 17 novembre 1844 – Firenze, 25 novembre 1923) è stato un pedagogista e filologo italiano.

## Biografia
Dopo essersi formato all'Istituto di Studi Superiori di Firenze, intraprende la carriera di docente di filosofia nei licei di Pistoia e Firenze, Si interessa fin da giovane delle scienze pedagogiche e soprattutto al tema dell'educazione popolare; infatti cura e fonda diverse riviste, tra cui nel 1872 La scuola. Rivista italiana dell'istruzione pubblica, nella quale pubblica numerosi saggi e articoli, accanto a quelli apparsi su un'altra rivista fiorentina, Letture di famiglia.
Nel 1878 pubblica a Firenze l'opera che gli regala la notorietà, Il carattere degli Italiani (Firenze, G. Barbera, 1878), e l'anno successivo viene eletto consigliere comunale. Nello stesso 1879 comincia a collaborare con la neonata rivista La Rassegna Nazionale sulla quale pubblica l'articolo Cenno storico sull'idea del partito conservatore nazionale e intorno al pensiero politico di Augusto Conti, personaggio rappresentativo del cattolicesimo toscano dell'Ottocento al quale molti anni dopo dedicherà il libro Della vita e delle opere di Augusto Conti (Firenze 1906).
Il 5 dicembre 1885 entra nell'Accademia della Crusca, dove ricopre i ruoli di massaio (1897-1915) e primo economo (1916-1923); eletto segretario nel 1889, in sostituzione del Guasti, si dimette però dalla carica nel marzo 1890. Dal 1914 dirige la terza commissione di studio per la compilazione del Vocabolario minore (o dell'uso) e nel 1923, a seguito della riforma Gentile, viene nominato Accademico onorario.
È padre del sismologo Guido Alfani (1876-1940).

## Opere
Fra le sue più note opere educative si ricordano:
- In casa e fuor di casa (Firenze 1879)
- Proverbi scelti e illustrati (Torino 1882)
- Lavori e arnesi (Torino 1884)
- Ernestino e il suo nonno (Firenze 1884)
- L'educazione della donna (Firenze 1885)
- Evelina (Firenze 1885)
- I tre amori del cittadino: la Casa, la Patria e il Lavoro (Firenze 1886)
- Dal vero: racconti per i fanciulli (Milano 1887)
- Fiori scelti, racconti tradotti dal francese (Piacenza 1888)
- In riva all'Arno (Milano 1890)
- Il contadinello italiano (Firenze 1898).

Opere di divulgazione:
- Alessandro Manzoni ricordato al popolo e alla gioventù (Firenze 1888)
- La vita di Colombo narrata ai fanciulli (Firenze 1888)
- Le glorie francescane (Firenze 1898).

### Come curatore
- Lettere di S. Caterina da Siena scelte e annotate ad uso della gioventù (Torino 1896)

## Archivio
Le carte di Augusto Alfani sono state consegnate all'Accademia della Crusca il 27 ottobre 2009 dal bisnipote Vanni Alfani, insieme a volumi a stampa che sono andati ad arricchire il patrimonio della Biblioteca dell'Accademia della Crusca di Firenze. Nella Biblioteca dell'Accademia si trova un cospicuo nucleo di testi editi da Augusto Alfani dal 1872 al 1924, comprendente tutte le sue maggiori pubblicazioni.